# Yeniffer Ramírez
Yeniffer Cristina Ramirez Espinal (ur. 17 marca 1993, zm. 23 marca 2023) – dominikańska siatkarka, reprezentantka kraju grająca jako rozgrywająca. Występowała m.in. w drużynie Mirador.